# Convicted (Band)
Convicted ist eine griechische Thrash-Metal-Band aus Volos, die im Jahr 1998 gegründet wurde.

## Geschichte
Die Band wurde im Jahr 1998 von Gitarrist und Sänger John Kospantsidis und Bassist Socrates Konstantinou gegründet. In den folgenden zwei Jahren studierte die Band die ersten Lieder ein, leistete den Wehrdienst ab und suchte nach einem passenden Schlagzeuger und zweiten Gitarristen. Als Schlagzeuger kam Jason Toufeksis und als Gitarrist Thanasis Stamopoulos zur Besetzung. In den folgenden sechs Monaten studierten sie zusammen Lieder ein, ehe am 13. Dezember 2002 in Volos das erste Konzert folgte, dem ein weiteres in Magos folgte. Im Mai 2003 verließen Schlagzeuger Toufeksis und Gitarrist Stamopoulos die Band. Nachdem Larry Kourtis als neuer Schlagzeuger zur Band gekommen war, setzte die Gruppe die Proben fort. Nach einigen Auftritten begab sich die Band im Dezember 2003 in das RockSound Studio in Thessaloniki, wobei George Brigos als Produzent tätig war. Daraus entstand das Debütalbum Nuclear Escape. Außerdem fertigte die Band ein Promo-Demo an, das eine Auflage von 300 Stück hatte. Hiermit versuchte die Band einen Vertrag bei einem Label zu erreichen, was jedoch nicht gelang, sodass das Album in Eigenveröffentlichung erschien. Danach folgten Auftritte zusammen mit Bands wie Septic Flesh, Integrity, Tankard, Unrest, Attacker und Heathen. Im Jahr 2010 erschien das zweite, selbstbetitelte Album über Slaney Records.

## Stil
Die Band spielt klassischen, schnell gespielten Thrash Metal.

## Diskografie
- 2004: Nuclear Escape (Album, Eigenveröffentlichung)
- 2004: Promo (Demo, Eigenveröffentlichung)
- 2010: Convicted (Album, Slaney Records)